# Zegrzynek
Zegrzynek (prononciation : [zɛˈɡʐɨnɛk]) est un village polonais de la gmina de Serock dans le powiat de Legionowo de la voïvodie de Mazovie dans le centre-est de la Pologne.
Il se situe à environ 5 kilomètres au sud de Serock (siège de la gmina), 13 kilomètres au nord-est de Legionowo (siège du powiat) et à 29 kilomètres au nord de Varsovie (capitale de la Pologne).
Le village possède approximativement une population de 4 habitants en 2006.

## Personnalités
- Jerzy Szaniawski, (10 février 1886 – 16 mars 1970) né dans ce village, membre de l'Académie polonaise de littérature lors de la Deuxième République de Pologne.

## Histoire
De 1975 à 1998, le village appartenait administrativement à la voïvodie de Varsovie.